# Hexachaeta venezuelana
Hexachaeta venezuelana är en tvåvingeart som beskrevs av Lima 1953. Hexachaeta venezuelana ingår i släktet Hexachaeta och familjen borrflugor.
Artens utbredningsområde är Venezuela. Inga underarter finns listade i Catalogue of Life.